# Chiesa di San Lorenzo Martire (Fossano)
La chiesa di San Lorenzo Martire, a Fossano, è inserita nel contesto conventuale dei Padri Cappuccini. La chiesa si presenta con linee semplici ed essenziali, un tetto a doppia falda copre la navata centrale, mentre per le navate laterali si ha un tetto ad una falda da una parte e l'altra, invece, è inserita nelle coperture generalizzanti l'intera struttura. All'interno si è in presenza di una navata centrale completamente decorata terminante con un presbiterio, ospitante un altare ligneo; lateralmente si hanno tre cappelle per parte.

## Interno
L'altare ligneo, attribuito a F. Giovenale da Fossano, in noce, del 1768, è impreziosito da lavori di intarsi, filettature, lastronature in radica e parti scolpite; il tabernacolo centrale è finemente intarsiato ed è coevo all'intera struttura lignea. 
Le colonne dell'altare sono caratterizzate da capitelli di ordine corinzio ed il tutto è completato da una cimasa scolpita in altorilievo ospitante un grande dipinto centrale. A chiusura della parete lignea caratterizzante il presbiterio si hanno due porte ad un unico battente che collegano la zona retrostante del coro sovrapporte con cimase scolpite in altorilievo che racchiudono due tele raffiguranti dei Santi.
L'altare ligneo di S. Margherita da Cortona, attualmente nella Chiesa è l'antico altare proveniente dalla chiesa fossanese di S. Maria del Salice, ivi esistente al 20 ottobre 1616, voluto dall'alfiere ducale nobile Francesco Maria Mutio.
Dal 2 aprile 1649, la cappella diviene patronato e beneficio dei conti di Margone, nella persona del Rev.do don Giovanni Risaglia.
Nel 1850 l'altare è donato dai proprietari alla nuova chiesa dei Cappuccini di Fossano, sita in Borgo San Bernardo. Restaurato e adattato nello stesso anno da fra Terenzio Caivasso da Torino. Nel 1852, al posto del o dei precedenti dipinti, è inserita la tela di certo Natale Carena di Bra, con dedica a Santa Margherita da Cortona.
Il dipinto del Carena quindi non è nato con l'altare seicentesco, ma è un inserimento successivo del dipinto (o dipinti) precedente cui non sono giunte notizie. Il Carena era sarto di professione e con numerosa prole, abitava nella casa del Cottolengo, e integrava i guadagni con opere pittoriche. Copie integrali o parziali di quanto dipinto sono visibili anche nella chiesetta già dei Cappuccini in Carmagnola, Borgo San Bernardo, oggi Casa di Riposo.
All'interno della chiesa e proprio nell'altare di fronte a quello in questione si può ammirare l'altare di Santa Rita da Cascia. Tale altare fu soggetto di un'operazione simile al suo gemello, ma venne felicemente portata a termine nel 1931, ove in un altare del primo settecento, al posto del precedente dipinto, si mise l'opera del Guglielmino, attualmente presente.
Le decorazioni nella navata centrale e nel presbiterio presentano una datazione di inizio secolo; hanno subito, nel tempo, danni dovuti ad infiltrazioni d'acqua, sia dal tetto che da aperture verticali. La pavimentazione può essere attribuita a fine ‘800/inizio ‘900 risulta attualmente in buone condizioni ma necessita di una buona pulizia al fine asportare i residui organici e/o inorganici che si sono stratificati nel tempo.

## Restauro
I lavori di restauro presso la chiesa di San Lorenzo si sono concentrati al recupero funzionale della zona del coro, dietro il presbiterio, riutilizzandola ad uso di cappella invernale, attualmente utilizzata nei giorni infrasettimanali, ove il numero di persone frequentanti la chiesa è minore rispetto a quello del fine settimana.
A seguito delle operazioni di restauro si possono ammirare in nuova veste il ciclo di decorazioni della navata centrale e delle cappelle laterali.
Visitando la chiesa si può notare come anche le pavimentazioni delle sei cappelle siano state oggetto di rifacimento totale inglobando anche quello dei due coretti adiacenti al presbiterio.
Oltre al restauro è stato realizzato un altare a Padre Pio, realizzato dall'artista Mario Caffaro Rore.